# JET & PROP
JET & PROP („Flugzeuge von gestern und heute im Original und im Modell“) ist eine Zeitschrift des VDM Heinz Nickel zur Luftfahrt und Luftfahrthistorie, die sechs Mal pro Jahr erscheint. Herausgeber ist Heinz Nickel, Chefredakteur Matthias Becker. Die Erstausgabe erschien im Frühjahr 1991.

## Geschichte
JET & PROP wurde im Jahr 1991 von Heinz Birkholz (Chefredakteur) und Heinz Nickel (Verleger) als Magazin für Luftfahrthistorie und Flugzeugmodellbau herausgebracht. Heinz Birkholz war bereits seit 25 Jahren als Journalist im Luftfahrtbereich tätig. Die Zeitschrift JET & PROP entwickelte sich zum Flaggschiff des Verlages VDM Heinz Nickel. Nach 10 Jahren übernahm Peter Cronauer 2001 von Heinz Birkholz die Chefredaktion. Er führte das Konzept von Heinz Birkholz (1922–2016) fort, mit Schwerpunkt auf die deutsche Luftfahrtgeschichte mit allen Licht- und Schattenseiten. Im Sommer 2005 wurde Matthias Becker, der den Lesern bereits seit 13 Jahren aus der Modellbauszene bekannt war, Chefredakteur der Zeitschrift.
In den Jahren 2002 bis 2006 erschienen 13 JET & PROP Extraausgaben, darüber hinaus erschienen 13 JET & PROP Fotoarchiv-Bände. Seit Ausgabe 4/2008 ist das Fotoarchiv, ein Sonderteil mit historischen Fotos, regelmäßiger Bestandteil der Zeitschrift.

## Themen und Leserschaft
Die bisher relativ konstanten Themenschwerpunkte aus der Luftfahrt umfassen Luftfahrthistorie, Airshows, Warbirdszene, Modellbau, Museen, Funde, Bergungen und Restaurierungen, Technik und Literaturbesprechungen. Nach eigenen Angaben zieht sich die Leserschaft durch alle Altersgruppen.